# Lankascincus gansi
Lankascincus gansi — вид сцинкоподібних ящірок родини сцинкових (Scincidae). Ендемік Шрі-Ланки. Вид названий на честь американського герпетолога Карла Ганса (1923–2009).

## Поширення і екологія
Lankascincus gansi мешкають на південному заході острова Шрі-Ланка. Вони живуть у вологих тропічних лісах, серед опалого листя, під поваленими деревами і валунами. Ведуть присмерковий спосіб життя. Живляться комахами, відкладають яйця, в кладці 1-2 яйця.